# Nesocerus trimaculatus
Nesocerus trimaculatus är en insektsart som beskrevs av Freytag och Paul S. Cwikla 1984. Nesocerus trimaculatus ingår i släktet Nesocerus och familjen dvärgstritar. Inga underarter finns listade i Catalogue of Life.